# 大鵬相撲記念館
大鵬相撲記念館（たいほうすもうきねんかん）は、北海道川上郡弟子屈町にある博物館である。旧名は『弟子屈町川湯相撲記念館』。

## 概要
その名の通り、第48代横綱の大鵬幸喜が少年時代を過ごした川湯温泉に位置する博物館であり、大鵬に関する資料を展示するほか、阿寒摩周国立公園の利用者に供する休憩施設としても位置づけられている。
大鵬の優勝額全てや化粧廻し、名勝負などを記録した写真など約400点が展示されている展示ホールと、取組などを映した記録映画を上映している映写室、および売店から構成されており、屋外には大鵬の銅像も建っている。
弟子屈町が「弟子屈町川湯相撲記念館条例」に基づいて、国立公園の利用促進や観光振興を目的として設置している施設であり、指定管理者制度の導入により、2009年4月1日から指定管理者に選定された有限会社やまな商店が、管理・運営を行っている。
2013年1月19日に大鵬が死去したことを受け、弟子屈町が創設当時の名称であった『弟子屈町川湯相撲記念館』から『大鵬相撲記念館』に施設名称を変更するべく条例改正案を町議会に提出し、同年3月8日に原案通り議決された。これを受けて同年3月31日に大鵬の遺族など関係者による記念館新名称の看板除幕式などが行われた。
館内では、地元企業である 長谷製菓 が製造する「大鵬せんべい」を販売している。この商品は館内のみならず、長谷製菓の直営店やネット通販でも購入可能である。

## 利用情報
休館日
なし
開館時間
5:30 〜 21:00（6月1日 〜 10月20日）
9:00 〜 17:00（10月21日 〜 5月30日）
8:00 〜 18:00（ゴールデンウィーク）
入場料
大人（高校生以上） 420円（270円）
小人（小・中学生） 210円（130円）
（　）内は20名以上の団体料金